# Quase Memória (filme)
Quase Memória  é um filme brasileiro de 2018, do gênero comédia dramática, com roteiro e direção de Ruy Guerra e baseado no romance romance homônimo de Carlos Heitor Cony.
Suas filmagens ocorreram entre novembro de 2014 e janeiro de 2015, nas cidades do Rio de Janeiro, Barra do Piraí e Passa Quatro, em Minas Gerais. O filme foi lançado em 19 de abril de 2018.

## Sinopse
Carlos (Charles Fricks) é um jornalista que, em um dia qualquer, recebe um pacote diferente. Através da letra e do embrulho, ele logo nota que o remetente é seu próprio pai, Ernesto (João Miguel), que morreu há alguns anos. Espantado, Carlos fica em dúvida se deve ou não abrir o pacote. Enquanto isso, que relembra divertidas memórias que teve ao lado do pai.

## Elenco
- Tony Ramos - Carlos
- João Miguel - Ernesto
- Mariana Ximenes - Maria
- Charles Fricks - Carlos (jovem)
- Antonio Pedro - Capitão Giordano
- Augusto Madeira - Tio Alberico
- Candido Damm - Horácio
- Flavio Bauraqui - Seu Ministro
- Thiago Justino - Gomes
- Inês Peixoto - Mãe de Maria
- Julio Adrião - Mario Flores
- Vavy Pacheco Borges - Produtora